# Washburn (Iowa)
Pour les articles homonymes, voir Washburn.
Washburn est une communauté non constituée en municipalité et une census-designated place du comté de Black Hawk, en Iowa, aux États-Unis,. Elle est située au sud de Waterloo, le siège du comté, sur la Route 218. Elle est fondée en 1880.

## Source de la traduction
- (en) Cet article est partiellement ou en totalité issu de l’article de Wikipédia en anglais intitulé « Washburn, Iowa » (voir la liste des auteurs).